# 安东尼·伯克莱·考克斯
安东尼·伯克莱·考克斯（英語：Anthony Berkeley Cox；1893年7月5日—1971年3月9日），英国小说家，曾以安东尼·伯克莱、法兰西斯·艾尔斯等笔名发表过多部推理小说和心理悬疑小说，为推理小说开创了新的领域，其中的《毒巧克力命案》以多重解答闻名。

## 生平
安东尼·伯克莱·考克斯生于哈特福郡的沃特福德，父亲是医生，伯克莱是家中的长子。他曾在历史悠久的舍伯恩学校接受教育，后入伦敦大学学院学习古典文学。1912年8月间，伯克莱撰写了一篇小说草稿，内容是以两个年轻女性为主人公的日记体长篇。这是一部未完成的作品，也是他现存最早的手稿。伯克莱最早发表的作品是1913年9月号《格兰德杂志》发表的十四行荒诞诗《致厄瓦德涅》第一次世界大战中，伯克莱曾在英军服役，毒气战给他带来了终身的伤害。退役后做过多年记者，为《笨拙》和《幽默者》等杂志撰稿，并着手整理出版佩勒姆·格伦维尔·伍德豪斯、柯南·道尔、威尔斯等著名作家的幽默速写、戏仿作品、短篇小说和微型小说。
伯克莱于1925年匿名发表了自己的第一部推理小说《雷顿庭神秘事件》,其中业余侦探罗杰·薛灵汉首次登场，随后他以薛灵汉为主角创作了一系列侦探小说。1929年，伯克莱发表了《毒巧克力命案》，在这部具有多重解答的作品中，薛灵汉是推理的发起者，最后却是毫不起眼的匹特威克给出了最终解答。1930年，伯克莱和阿加莎·克里斯蒂、福里曼·威利斯·克劳夫兹等著名推理小说作家一同创建了侦探俱乐部，G·K·切斯特顿任第一任主席，其宗旨是谋求推理作家间的和睦相处，恪守侦探小说的传统。1931年侦探俱乐部的成员还以接龙形式创作了《漂浮的旗舰》。
伯克莱的创作颇受爱德蒙·克莱里休·班特莱的影响。1930年代初，他开始思考推理小说的创作方向，他写到：“我个人相信，简单纯粹的犯罪解谜，完全依赖情节设计而不擅角色塑造、行文风格、甚至是幽默感的小说时日，已经落在审判者的手中。侦探小说已经来到一个阶段，未来侦探或犯罪小说，吸引读者兴趣的心理层面，将超过数学成分。”于是他开始另用法兰西斯·艾尔斯为笔名创作心理悬疑小说，其中的《杀意》和《事实之前》颇受欢迎。
1938年起，伯克莱以法兰西斯·艾尔斯的笔名为John O'London's Weekly和《每日电讯报》撰写书评。1939年伯克莱宣布停止小说创作，一般认为有三个原因：早期军旅生涯带来的长期病痛；最后一部作品《至于女人》的糟糕表现；从富裕的父亲那里继承的以不动产为主的一大笔遗产。 1940年代，他为《星期日泰晤士报》撰稿，从1950年代中期到1970年，他为《曼彻斯特卫报》(后改名《卫报》)撰稿。伯克莱的小说《事实之前》被改编为电影《嫌疑》，由阿尔弗雷德·希区柯克执导，加里·格兰特和琼·芳登主演。他的《裁判有误》则被改编成电影《命定的飞行》

## 作品

### 以?为笔名
- 雷顿庭神秘事件（1925）

### 以雷顿庭神秘事件作者为笔名
- 温彻福德毒杀事件 (1926)

### 以安东尼·伯克莱为笔名
- 研究爪印的教授（1926）
- 普列斯特里先生的问题（1927）
- 罗杰·薛灵汉和风向标神秘事件（1927）
- 丝袜谋杀（1928）
- 毒巧克力命案（1929）
- 皮卡迪利案件 （1929）
- 第二声枪响（1930）
- 顶楼谋杀 （1931）
- 漂浮的旗舰 （1931） （侦探俱乐部会员们合著）
- 地下室谋杀 （1932）
- Jumping Jenny（1933）
- Panic Party （1934）
- 裁判有误 （1937）
- Not to Be Taken（1937）
- 死于屋中 （1939）
- 罗杰·薛灵汉的故事 （1994）

### 以法兰西斯·艾尔斯为笔名
- 恶意（1931）
- 事实之前（1932）
- 拉登伯雷案件（1936）
- 法律之外 （1934）
- 黑暗旅行 （1935）
- 至于女人 （1939）
- It Takes Two to Make a Hero （1943）

### 以A. Monmouth Platts为笔名
- 没药的消失（1927）